# 圣伯多禄堂 (纽约)
40°42′45″N 74°00′34″W / 40.712488°N 74.009501°W
圣伯多禄堂（St. Peter's Roman Catholic Church）位于纽约市曼哈顿金融区巴克莱街22号，与教堂街转角，建于1836-40年，由约翰·R·哈格蒂和托马斯·托马斯设计，希腊复兴风格，有6根爱奥尼柱子，属于天主教纽约总教区，是纽约州最古老的天主教堂区，该建筑取代了建于1785-86年的较早的一座。
1965年，该堂被列为纽约市地标，1980年列为国家史迹名录。